# Olm (salamander)
De olm of grottenolm (Proteus anguinus) is een salamander uit de familie van de olmachtigen (Proteidae).
De olm is een van de weinige troglobiete amfibieën, wat betekent dat het dier zijn hele leven uitsluitend in grotten doorbrengt. De olm is daarnaast de enige strikt in grotten levende gewervelde in Europa. De salamander is neoteen wat betekent dat de kenmerken van de larve grotendeels behouden blijven bij de volwassen individuen. De olm wijkt daardoor af van andere salamanders wat betreft uiterlijke kenmerken, levenswijze en voortplanting. De olm heeft een langwerpige en enigszins wormachtige lichaamsvorm en heeft door de geelwitte tot roze kleur een spookachtige verschijning. De ledematen en de vingers en tenen zijn gedegenereerd en zeer klein. De kop is duidelijk te onderscheiden van de rest van het lichaam door de opvallende externe kieuwen direct achter de schedel.
De olm wordt beschouwd als een interessant studieobject en de salamander is door verscheidene biologen uitgebreid bestudeerd. Een probleem is dat de dieren zeer moeilijk in gevangenschap in leven te houden zijn in vergelijking met andere amfibieën. Hierdoor is ondanks vele pogingen tot onderzoek relatief weinig bekend over de biologie en de levenswijze.
De olm leeft in grotten langs de kustlijn van de Balkan. Biologen die de salamander bestuderen worden geconfronteerd met de zeer moeilijk na te bootsen natuurlijke habitat. Veel onderzoekslaboratoria zijn om deze reden gebouwd in bestaande grotten, zodat de olm toch bestudeerd kan worden. Dergelijke grotten zijn te vinden in onder andere Engeland, Duitsland en België.

## Naamgeving en taxonomie

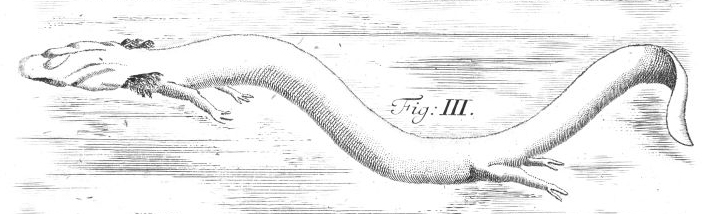
Schets uit 1768 door Josephus Nicolaus Laurenti

De olm werd in 1689 voor het eerst beschreven door Janez Vajkard Valvasor in zijn in Neurenberg in het Duits verschenen 15-delig werk Ehre des Hertzogthums Crain. Hierin wordt beschreven dat de salamander door de lokale bevolking wordt beschouwd als een 'baby-draak'.
Waar de Nederlandse naam 'olm' vandaan komt, die voor deze soort ook in de Engelse en Duitse taal gebruikt wordt, is niet bekend. De olm werd vanwege de afwijkende anatomie al door Charles Darwin aangehaald in zijn boek On the Origin of Species. Hij schaarde de olm onder de 'wrecks of ancient life', vrij vertaald de 'overblijfselen van het oerleven'. De olm werd voor het eerst wetenschappelijk beschreven in 1768 door Josephus Nicolaus Laurenti
De olm werd in 1768 door Laurenti (1735 – 1805) voor het eerst wetenschappelijk beschreven als Proteus anguinus. Eigenlijk is Giovanni Antonio Scopoli (1723–1788) de ontdekker die verschillende individuen naar bevriende biologen stuurde uit enthousiasme voor deze salamander. Zo kwamen individuen terecht bij verschillende collega's onder wie Carl Linnaeus. Linnaeus zag de olm echter als een larvale vorm van een hagedis. Linnaeus beschreef het dier daarom niet als soort in de veronderstelling dat er een volwassen vorm zou worden gevonden. Scopoli was het er niet mee eens en zag in de olm een apart dier. Hij zou later gelijk krijgen. Van de bioloog Karl von Schreibers wordt beweerd dat hij een beloning van 25 gouden munten uitloofde voor degene die hem een zwanger vrouwtje kon bezorgen zodat hij de ontwikkeling kon bestuderen. Uiteindelijk kreeg de Weense arts en zoöloog Laurenti de olm in handen en beschreef de soort als eerste in een publicatie en ging er zo met de eer vandoor. De wetenschappelijke geslachtsnaam Proteus is vernoemd naar Proteus, de zoon van de zeegod Poseidon.
Pas aan het einde van de 18e eeuw verrichtte Karl von Schreibers een dissectie en kwam zo meer te weten over de anatomie van de salamander. In 1801 presenteerde hij zijn bevindingen aan de Royal Society in Londen en later in Parijs. Dit was het begin van een wereldwijde interesse voor de olm waardoor vele individuen over de gehele wereld werden verstuurd voor onderzoek. Vrijwel alle individuen overleefden het transport echter niet eens. Sinds de jaren 80 wordt de olm onderzocht in verschillende laboratoria in grotten zoals die in Moulis in Frankrijk. Het onderzoek naar individuen in Slovenië wordt geleid door dr Boris Bulog die regelmatig over de salamander publiceert.
Ondanks het feit dat de salamander in 1768 al zijn huidige naam verkreeg is deze regelmatig veranderd en werd de soort tot verschillende geslachten gerekend. De meeste hiervan worden niet meer erkend, zoals Caledon, Phanerobranchus, Apneumona, Hypochthon en Hemitriton. De olm is in de wetenschappelijke literatuur ook wel terug te vinden als Siren anguina (Shaw, 1802), terwijl het geslacht Siren tegenwoordig tot de familie van de sirenen (Sirenidae) behoort. Er zijn enkele verwante uitgestorven olmachtige soorten beschreven die alleen fossiel bekend zijn, een voorbeeld is Mioproteus uit het Mioceen.
De olm is de enige soort uit het monotypische geslacht Proteus en daarnaast de enige soort uit de familie olmachtigen (Proteidae) die in Europa voorkomt. De andere vijf soorten uit deze zes soorten tellende familie komen voor in Noord-Amerika waar ze bekendstaan als de 'waterdogs' (waterhonden). Deze naam is afgeleid van het feit dat ze blaffende geluiden zouden maken, dit is echter achterhaald. Recentelijke genetische studies laten zien dat de soorten uit het geslacht Necturus verwant zijn aan de families Dicamptodontidae en de Salamandridae en een monofyletische groep vormen. De positie van de olm binnen deze groep is echter onduidelijk.

### Ondersoorten

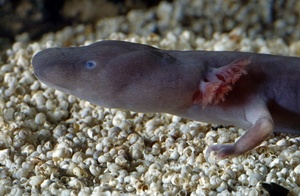
De ondersoort Proteus anguinus parkelj is minder sterk aan grotten aangepast en heeft een zwarte kleur.

De olm wordt wel verdeeld in twee ondersoorten waarvan de status niet onomstreden is. Het is in het verleden gebeurd dat variaties van de olm als aparte soorten werden beschreven door over-enthousiaste biologen waardoor er op een gegeven moment 7 verschillende soorten naast elkaar bestonden. Volgens sommige wetenschappers is dit ook het geval met de huidige twee ondersoorten van de olm, die als verschillende variaties binnen de soort zouden moeten worden beschouwd. Andere wetenschappers zoals Boris Sket en Jan Willem Arntzen menen dat er duidelijke verschillen zijn.
De nominale vorm is Proteus anguinus anguinus en komt overal binnen het verspreidingsgebied voor. De ondersoort Proteus anguinus parkelj is endemisch in Slovenië en komt alleen voor in het gebied Bela Krajina in het uiterste zuidoosten van het land. De naam parkelj is een oud-Servisch woord voor duivel. Deze ondersoort staat wel bekend als de black Proteus (zwarte olm) vanwege de donkere tot bijna zwarte kleur. Andere duidelijke afwijkingen zijn de vorm van de kop en de ogen. De ogen zijn duidelijk beter ontwikkeld – of beter gezegd in mindere mate gedegenereerd. Daarnaast wordt Proteus anguinus parkelj groter tot meer dan 40 cm, heeft een relatief kortere staart en kortere en duidelijk afwijkende ledematen ten opzichte van Proteus anguinus anguinus. Een ander belangrijk verschil is de levenswijze; P. a. parkelj leeft niet in grotten maar in warmere oppervlaktewateren. Biologen vermoeden dat de grotbewonende ondersoort P. a. anguinus is ontstaan uit de zwarte olm. In de onderstaande tabel zijn de belangrijkste verschillen weergegeven.
| Kenmerk        | Proteus anguinus anguinus                     | Proteus anguinus parkelj                      |
| -------------- | --------------------------------------------- | --------------------------------------------- |
| Huidskleur     | Witgeel tot roze                              | Donkerbruin tot zwart                         |
| Vorm kop       | Lang en slank, spatelachtige snuit            | Relatief kort en dik, grote kaakspieren       |
| Lichaamslengte | Korter, 20 tot 30 centimeter, 29–32 wervels   | Langer, tot 40 centimeter, 34-35 wervels      |
| Ledematen      | Langer en dunner                              | Korter en dikker                              |
| Staart         | Relatief langer in verhouding met het lichaam | Relatief korter in verhouding met het lichaam |
| Ogen           | Zeer onopvallend                              | Duidelijk zichtbaar                           |

## Verspreiding en habitat

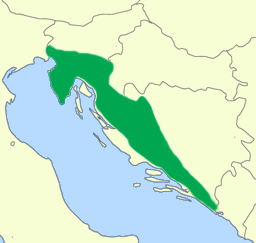
Verspreiding langs de Adriatische kust in het groen.

De olm is endemisch in Europa en komt voor in de kalksteengrotten van het karstgebied langs de kust van de Dinarische Alpen. De olm werd onder andere ontdekt in de grotten van Postojna in het zuiden van Slovenië. Dit uitgestrekte netwerk van druipsteengrotten staat ook wel bekend als de Adelsberg-grotten, naar de oude Duitse naam van Postojna. Daarnaast is de salamander ontdekt in ongeveer 50 grotten langs de Adriatische kust, in Bosnië en Herzegovina, Italië en Kroatië. In Montenegro zouden ook populaties voorkomen, maar deze zijn nog niet bevestigd. De olm leeft echter in een zeer grillig gevormd gebied waarvan nog niet alle ondergrondse grotten bekend zijn, reden waarom wordt aangenomen dat nog niet het gehele verspreidingsgebied bekend is. Er is één geïsoleerde vindplaats in Italië bekend in het noordoosten van het land bij de stad Valstagna. Deze populatie is uitgezet, evenals enkele populaties in Slovenië. Vanwege het kleine natuurlijke verspreidingsgebied is geprobeerd om de salamander op verschillende plaatsen in Europa te introduceren om de soort zo minder kwetsbaar te maken voor bedreigingen. In Frankrijk is de soort uitgezet in grotten bij Moulis in de Pyreneeën en in Duitsland bij de Hermannshöhle. Ook op andere plaatsen is de olm uitgezet, maar deze pogingen bleken niet succesvol, zoals in de Grotten van Han in België. Hier is nog wel een onderzoekslaboratorium.

### Habitat
De olm is een stygobiont die leeft in het water van onderaardse rivieren en grotten die helder en rijk aan zuurstof maar arm aan voedsel zijn en geen waterplanten bevatten. De olm leeft uitsluitend in kale kalksteengrotten; stromend, begroeid en modderig water wordt vermeden. De omgevingstemperatuur is doorgaans 8 tot 15 graden Celsius. Lage temperaturen hebben de voorkeur; de olm kan een temperatuur tot 30 graden overleven.
Soms worden de dieren na hevige regenval naar buiten gespoeld en komen terecht buiten hun natuurlijke leefomgeving. Ze verzamelen zich dan in diepe poelen maar kunnen ook enige tijd op het land overleven. Ze doen dit echter niet uit eigen beweging, met uitzondering van de zeldzame ondersoort P. a. parkelj die meer aan het leven op het land lijkt te zijn aangepast.

## Uiterlijke kenmerken

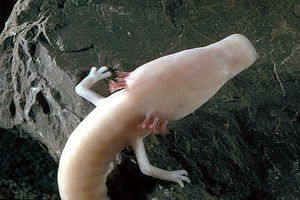
Bovenaanzicht van de kop met duidelijk zichtbare kieuwen en drievingerige voorpoten

De olm heeft een aalachtig lichaam en kan een totale lengte bereiken van 20 tot 30 cm inclusief staart. individuen van een ondersoort uit een populatie in Slovenië kunnen tot 40 cm lang worden. De mannetjes blijven iets kleiner dan de vrouwtjes maar zijn makkelijker te herkennen aan de verdikte cloaca. Daarnaast zijn door de half doorzichtige huid de interne organen enigszins zichtbaar waaraan mannetjes van vrouwtjes te onderscheiden zijn. De staart is relatief kort, sterk zijdelings afgeplat en ze heeft een goed ontwikkelde onderste en bovenste staartzoom die een visachtige verschijning veroorzaakt.

### Kop
De kop van de olm is naar de voorzijde toe afgeplat en de snuit is enigszins spatelvormig. De neusgaten zijn nauwelijks zichtbaar en zijn aan de bovenzijde van de snuitpunt gepositioneerd. De ogen zijn rudimentair, ze zijn onderontwikkeld en zijn aan de voorzijde van de kop geplaatst. De ogen zijn zichtbaar als twee kleine zwarte puntjes, ze zijn bedekt met een huidlaagje waardoor de salamander zo goed als blind is. Grove lichtverschuivingen kunnen nog worden waargenomen.
Aan weerszijden van de kop zijn de kieuwveren zichtbaar als twee rood gekleurde, geveerde structuren. De kieuwen zijn gepaard en er bevinden zich drie kieuwen aan iedere zijde van de kop. De rode kleur wordt veroorzaakt door een sterke doorbloeding om zo efficiënt zuurstof op te nemen uit het water. De salamander is daarnaast ook in het bezit van longen.

### Huid
De huid is zeer dun en heeft een geelwitte tot witroze of witte kleur. De kleur wordt niet veroorzaakt door pigmenten maar juist door het ontbreken ervan. Jonge dieren hebben soms vale grijze vlekken. Sommige individuen hebben een wat gelige kleur wat wordt veroorzaakt door het pigment riboflavine. Door de dunne huid zijn zelfs de organen enigszins zichtbaar, op de huid is een dun laagje slijm aanwezig. Vanwege de bleke kleur lijkt de huid op die van de mens en de salamander wordt in sommige talen wel met human fish (mensvis) aangeduid.
Hoewel de huid geen melanine aanmaakt, het belangrijkste pigment dat wordt gebruikt om de huid te kleuren, is deze daar onder bepaalde omstandigheden wel toe in staat. individuen uit het Sloveense gebied Bela Krajina zijn zwart van kleur en worden tot een aparte ondersoort gerekend: Proteus anguinus parkelj. Van deze individuen is beschreven dat ze groter worden dan hun in het duister levende soortgenoten.

### Poten
De poten zijn sterk onderontwikkeld en zeer klein en dun en dragen in vergelijking met andere amfibieën minder tenen en vingers. Aan de voorpoten zijn drie vingers aanwezig, de achterpoten dragen slechts twee tenen. De meeste salamanders hebben vier vingers en vijf tenen.

## Onderscheid met andere soorten

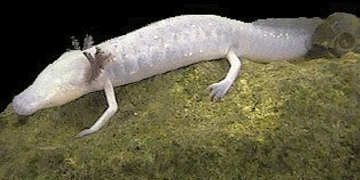
De sterk gelijkende blinde salamander van Texas leeft ook in grotten.

De olm is vanwege het merkwaardige uiterlijk met maar weinig andere salamanders te verwarren. Andere neotene salamanders die enkele kenmerken delen zijn gemakkelijk te onderscheiden door de kleine poten van de olm en de twee tenen en drie vingers. Slechts enkele soorten uit het Noord-Amerikaanse geslacht gele salamanders (Eurycea) zoals de blinde salamander van Texas (Eurycea rathbuni) hebben een aantal opvallende overeenkomsten. Zo is de kop net als de olm sterk spatelvormig aan de voorzijde, de kieuwen zijn het hele leven zichtbaar, de kleur is wit door het ontbreken van actieve pigmentatie en de salamander is blind. Het verschil zit voornamelijk in de poten; deze zijn zeer lang en dun en hebben vier tenen en vingers. Net als de olm leeft de blinde salamander van Texas in ondergrondse grotten wat het gelijkende uiterlijk verklaart.
Van andere neotene salamanders zoals de soorten uit het geslacht van de mudpuppy's (Necturus) is de olm makkelijk te onderscheiden. De mudpuppy's onderscheiden zich door het aanzienlijk plompere lichaam en dikkere poten, de meer bruine kleur en de meer geprononceerde ogen. Net als bij de gele salamanders zal er in het veld nooit verwarring zijn omdat deze salamanders in Noord-Amerika leven.

## Zintuigen
Net als andere permanent in grotten levende dieren (troglobiet) heeft de olm geïnvesteerd in de ontwikkeling van non-visuele zintuigen. Visuele zintuigen zijn in een permanent donkere leefomgeving nutteloos. Een andere aanpassing is het lichaam dat altijd de uiterlijke kenmerken van de larve blijft houden. Hierdoor is het visachtig afgeplat wat handig is bij het zwemmen maar ook het lichaamsoppervlak blijft groter en biedt plaats aan meer zintuiglijke cellen. De salamander heeft verschillende zintuiglijke systemen die bij andere salamanders sterk onderontwikkeld zijn of zelfs ontbreken.

### Ogen
De ogen van de olm kunnen nog wel licht waarnemen maar in geringe mate. Ze liggen onder de huid bij oudere dieren, larven hebben nog wel buiten de huid uitstekende ogen maar de ontwikkeling stopt al snel en nog voor de metamorfose plaatsvindt zijn ze met huid bedekt. Ook de huid is gevoelig voor licht en bij een teveel aan blootstelling raakt de huid beschadigd of beschimmeld. Bij een meer gelijkmatige blootstelling waarbij de dieren kunnen wennen kleurt de huid donkerder.

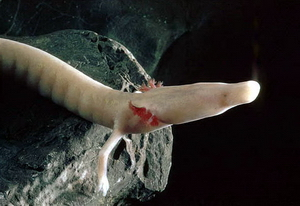
De kop van de olm bevat chemische receptoren waarmee het dier zich oriënteert in zijn permanent donkere leefomgeving.

### Elektroreceptoren
De olm heeft vele zintuiglijke elektroreceptorische cellen over het gehele lichaam die voornamelijk geconcentreerd zijn rond de kop. Deze nemen kleine elektrische ladingen waar van prooidieren, vijanden of soortgenoten. Vergelijkbare aanpassingen vinden we bij de haaien en de krokodilachtigen. Vermoed wordt dat de olm ook zwakke magnetische velden kan waarnemen. Er zijn aanwijzingen dat de salamander het magnetische veld van de Aarde gebruikt om zich te oriënteren en te navigeren. Harde bewijzen ontbreken echter en onderzoek hiernaar vindt plaats.

### Reukzin
Chemische receptie speelt waarschijnlijk een grote rol in het leven van de olm. De olm heeft een veel beter ontwikkelde reukzin dan andere amfibieën. Dit komt door het goed ontwikkelde orgaan van Jacobson, een vomeronasaal orgaan dat ook bij andere dieren voorkomt en dikker is in vergelijking met andere salamanders. Zowel de bovenzijde van de tong als de mondholte bevatten smaakreceptoren. De cellen in de mondholte dienen waarschijnlijk om het voedsel te proeven, de cellen van de tong worden gebruikt om het water chemisch te analyseren.
Chemische receptie wordt echter niet alleen gebruikt voor het zoeken van prooien en een partner maar heeft ook een functie binnen de communicatie. Larven van de olm leven vaak in groepjes bij elkaar onder stenen of andere schuilplaatsen. Uit onderzoek blijkt dat de olm zijn eigen schuilplaats of die van soortgenoten herkent, zelfs wanneer deze is verplaatst, wat waarschijnlijk mogelijk is dankzij het kunnen ruiken van de uitwerpselen.

### Gehoor
De olm heeft geen uitwendige oren maar kan wel geluiden waarnemen met het binnenoor. Geluidsgolven in het water kunnen worden waargenomen zodat de olm zich akoestisch kan oriënteren. Vermoed wordt dat de olm op het land op dezelfde manier kan horen als andere salamanders. Naast geluid kan de olm zeer goed trillingen waarnemen en zowel die door het water reizen als door de bodem worden doorgegeven kunnen worden opgemerkt. Vibraties worden waargenomen met de vele drukgevoelige tastzintuiglijke cellen aan de flanken die doen denken aan de zijlijn van vissen. Ook sommige kikkers hebben een dergelijke aanpassing zoals de klauwkikker.

## Levenswijze
De olm leeft in grotten waar de luchtvochtigheid en zowel de water- als omgevingstemperatuur constant zijn. Ondanks het feit dat het er altijd donker is heeft de olm waarschijnlijk net als andere amfibieën een dagelijkse cyclus van foerageren en rusten. De salamander is wel 's nachts aangetroffen in rivieren buiten de grot, waarschijnlijk op zoek naar voedsel. Omdat hier nog geen goed onderzoek naar is gedaan is de levenscyclus van de olm grotendeels onbekend. Waarschijnlijk wordt vanwege de stabiele levensomstandigheden in de grotten geen winterslaap gehouden.
De olm beweegt zich voort door met de kleine pootjes over de bodem te wandelen en gebruikt zijn staart om te zwemmen. individuen die op het land zijn geraakt bewegen zich kronkelend voort en zijn hier erg langzaam.
De olm kan op drie manieren ademhalen; door zijn kieuwen in het water en door longen en de huid op het land. Huidademhaling is niet uniek voor de olm en komt ook voor bij andere soorten salamanders. Er werd wel gedacht dat de longen van de salamander niet meer gebruikt worden bij de ademhaling en dat ze slechts rudimentaire, niet meer functionele restanten zijn. Als de olm van de buitenlucht wordt afgesloten verdrinkt het dier echter. De longen worden voornamelijk gebruikt bij een verblijf op het land en onder zuurstofarme omstandigheden en dit treedt voornamelijk op bij een lage waterstand als gevolg van weinig neerslag.

## Voortplanting en ontwikkeling

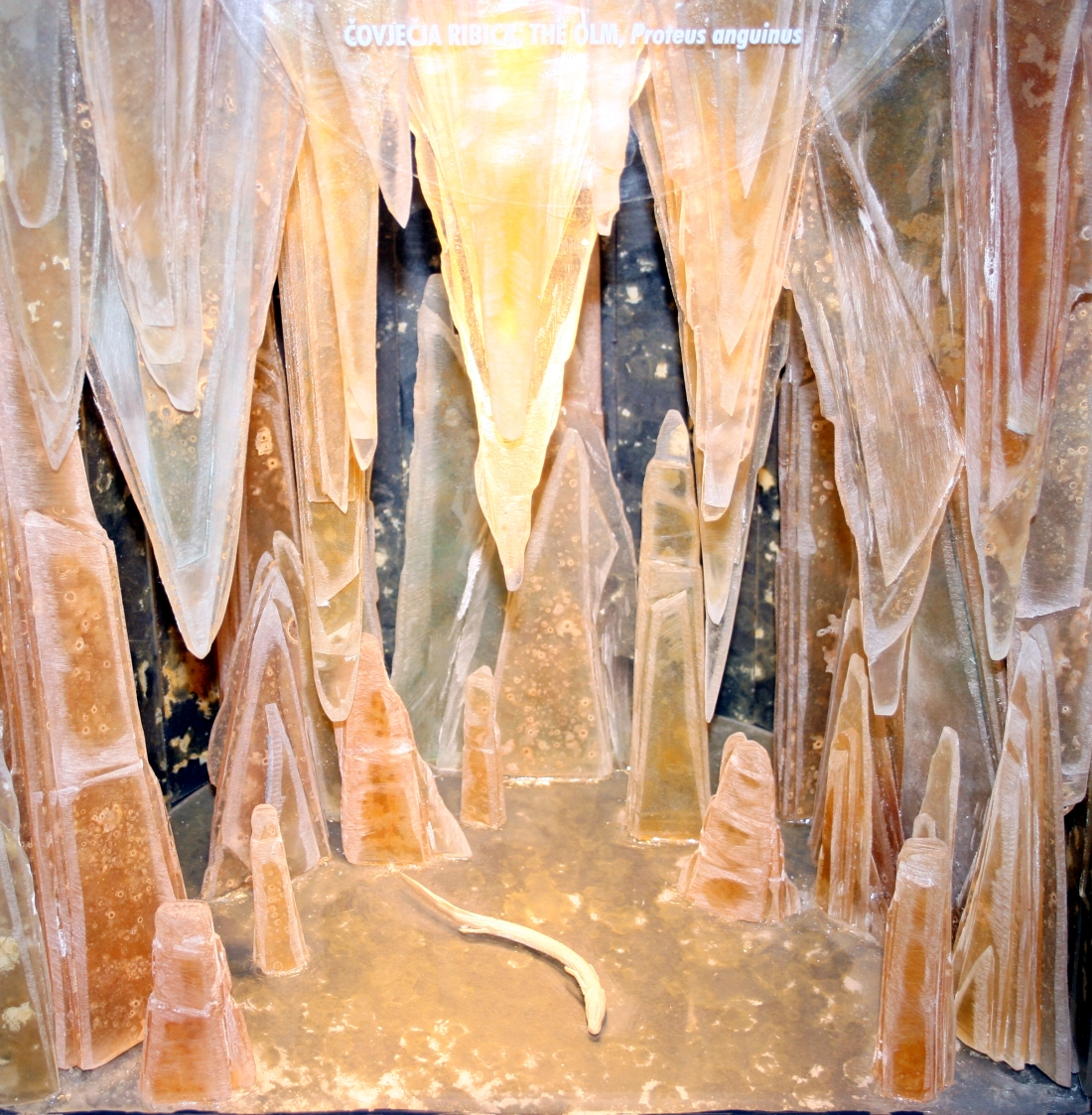
De voortplanting van de olm is slechts uit gevangenschap waargenomen, hier een nagebouwde leefomgeving in een museum in de Kroatische stad Rijeka.

De meeste amfibieën trekken tijdens de voortplantingstijd naar het water en zijn gedurende een korte periode voornamelijk overdag actief waarbij ze soms massaal kunnen worden aangetroffen. De olm blijft in de regel het gehele leven in de grot waar het dier geboren is en onttrekt zich ook tijdens de paartijd aan het oog. Hierdoor is niet alles bekend over de voortplanting en ontwikkeling. Wat we wel weten is vaak bekend van waarnemingen uit laboratoria en niet van individuen in het wild die onder natuurlijke omstandigheden werden geobserveerd.

### Paring
De mannetjes van de olm bakenen in de paartijd een territorium af dat fel wordt verdedigd tegen andere mannetjes. Met trillingen van de staart wordt indringers duidelijk gemaakt weg te gaan en zo niet dan worden ze verjaagd door een beet waarbij verwondingen kunnen ontstaan. De strijd die de mannetjes voeren is verder meer een 'gevecht op punten' en bestaat grotendeels uit een soort dansje wat ook wel een ritueel gevecht wordt genoemd. Waarschijnlijk is dit een aanpassing op de leefomgeving die uit voedselarme grotten bestaat; een echt gevecht kost veel energie.
Als een mannetje een vrouwtje gevonden heeft en zij zich paringsbereid toont door de cloaca van het mannetje te besnuffelen, vindt een paringsdans of balts plaats die lijkt op die van de Europese watersalamanders (Lissotriton, Ichthyosaura, Triturus). Nadat het mannetje zijn spermatofoor of zaadpakketje heeft afgezet manoeuvreert hij het vrouwtje zodanig dat haar cloaca zich boven de spermatofoor bevindt en ze het zaadpakketje kan opnemen. Er is dus geen sprake van een echte paring.
Na de bevruchting worden er als het water kouder is geen eieren afgezet maar baart het vrouwtje deels ontwikkelde larven die bij hun geboorte al een lengte hebben van 10 tot 12 centimeter. Per worp komen maximaal slechts twee larven ter wereld wat doet vermoeden dat ze hun broertjes en zusjes in het lichaam van de moeder hebben opgegeten. Dit komt ook voor bij andere salamanders zoals de vuursalamander.

### Ei
Bij een hogere watertemperatuur worden eieren afgezet, dit gebeurt meestal tussen augustus en april als de grotten van vers water worden voorzien door regenval en smeltwater. Het vrouwtje en soms ook het mannetje bewaakt de eitjes tot ze uitkomen. Er worden ongeveer 70 tot maximaal 80 afgezet per legsel, er is een individu bekend dat 496 eieren in 18 pakketten afzette in een tijdsbestek van 4 weken. De geleiachtige eiomhulsels hebben een diameter van zo'n 8 tot 12 millimeter, de eieren zelf 4 tot 5 mm. Ze hebben geen pigmentatie en daardoor een witte kleur. De eieren worden aan onderwaterobjecten als stenen bevestigd.

### Larve
Als de larven het ei verlaten hebben ze een lengte van ongeveer 15 tot 25 mm. Dit gebeurt na ongeveer 120 dagen. De larve heeft een lange bovenste staartzoom die doorloopt tot in de nek en een relatief korte staart die nog geen derde van de lichaamslengte beslaat. De drie vingers aan de voorpoten zijn al te zien maar de tenen aan de achterpoten niet waardoor de achterpoten eruitzien als stompjes.
De larven teren de eerste tijd op hun dooier maar schakelen al snel over op dood materiaal en eten later meer dierlijk voedsel. Ze hebben een donkere pigmentatie en zijn soms gevlekt. Na ongeveer 15 weken hebben ze onder natuurlijke omstandigheden alle pigment verloren en lijken uiterlijk al op de volwassen dieren al zijn ze veel kleiner.

### Neotenie
De olm kent een extreem lang juveniel stadium, het duurt zo'n 10 tot 12 jaar voordat de juvenielen geslachtsrijp zijn wat uitzonderlijk lang is bij de amfibieën. Dit heeft te maken met de bijzondere ontwikkeling van de olm; de soort is neoteen. Dit betekent dat de salamander de meeste larvale kenmerken in de volwassen vorm behoudt. Dit heeft als voordeel dat het lichaam beter op het water aangepast blijft, wat gunstig is vanwege de aquatische levenswijze. Voorbeelden zijn de zijdelings sterk afgeplatte, visachtige staart, de duidelijk zichtbare uitwendige kieuwen en de kleine en dunne pootjes. De platte staart en uitwendige kieuwen zijn handig bij het zwemmen en ademen onder water en de kleine pootjes zijn een gevolg van degeneratie; ze worden nauwelijks meer gebruikt. 
Omdat de olm niet alle larvale kenmerken behoudt zoals de stompachtige achterpoten van de larven wordt deze vorm van neotenie tot de partiële neotenie gerekend. De olm is niet de enige salamander die neoteen is, andere soorten zijn de reuzensalamanders (geslacht Necturus) en de meer bekende axolotl (Ambystoma mexicanum) uit Mexico. Bij deze soorten is een volledige metamorfose echter in het laboratorium afgedwongen door het toedienen van hormonen als thyroxine. Bij de olm is dit nog niet gelukt omdat de salamander niet reageert op de stof.
De olm kent een trage ontwikkeling maar kan ook heel oud worden. Er zijn individuen bekend die een voor een amfibie gezegende leeftijd van meer dan 70 jaar hebben bereikt, geschat wordt dat zijn maximale leeftijd boven de 100 jaar zit. Dat maakt van de grottenolm de langstlevende bekende amfibie.

## Voedsel en vijanden

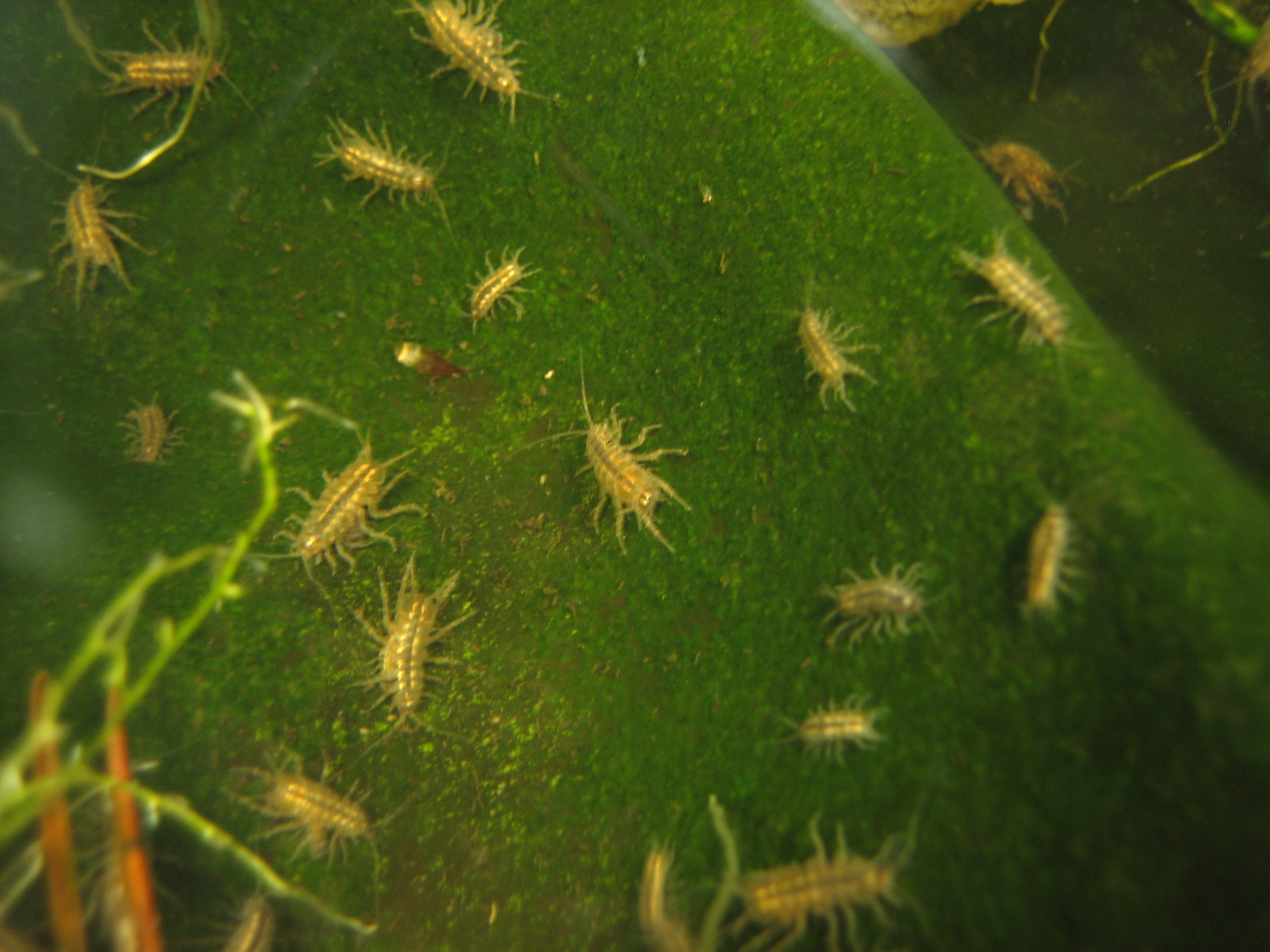
Zoetwaterpissebedden van het geslacht Asellus zijn een belangrijke bron van voedsel.

De olm is een carnivoor die leeft van kleine waterdiertjes die in grotten leven zoals kleine kreeftachtigen en andere ongewervelden als insecten en de larven. Prooien worden opgespoord met behulp van de goed ontwikkelde reukzin. Met name zoetwaterpissebedden van het geslacht Asellus en verschillende vlokreeften van de geslachten Gammarus, Niphargus en Troglocaris worden gegeten. In gevangenschap worden ook aangeboden regenwormen geaccepteerd. De prooi wordt niet vermalen door de kaken maar wordt in één keer doorgeslikt en mag dus niet te groot zijn.
De olm kan per maaltijd grote hoeveelheden voedsel wegwerken waarvan de voedingsstoffen als reserves in het lichaam worden opgeslagen voor mindere tijden. De olm is goed aangepast op voedselschaarste; uit onderzoek is gebleken dat het dier tot 10 jaar zonder voedsel kan overleven. Dit komt door de lage omgevingstemperatuur waardoor de olm een veel trager metabolisme heeft dan andere amfibieën.
De olm heeft in de grotten waar het dier in leeft voor zover bekend geen enkele natuurlijke vijand. Bij verstoring zoals plotselinge verlichting wordt snel de bodem opgezocht.

## Bedreiging en bescherming

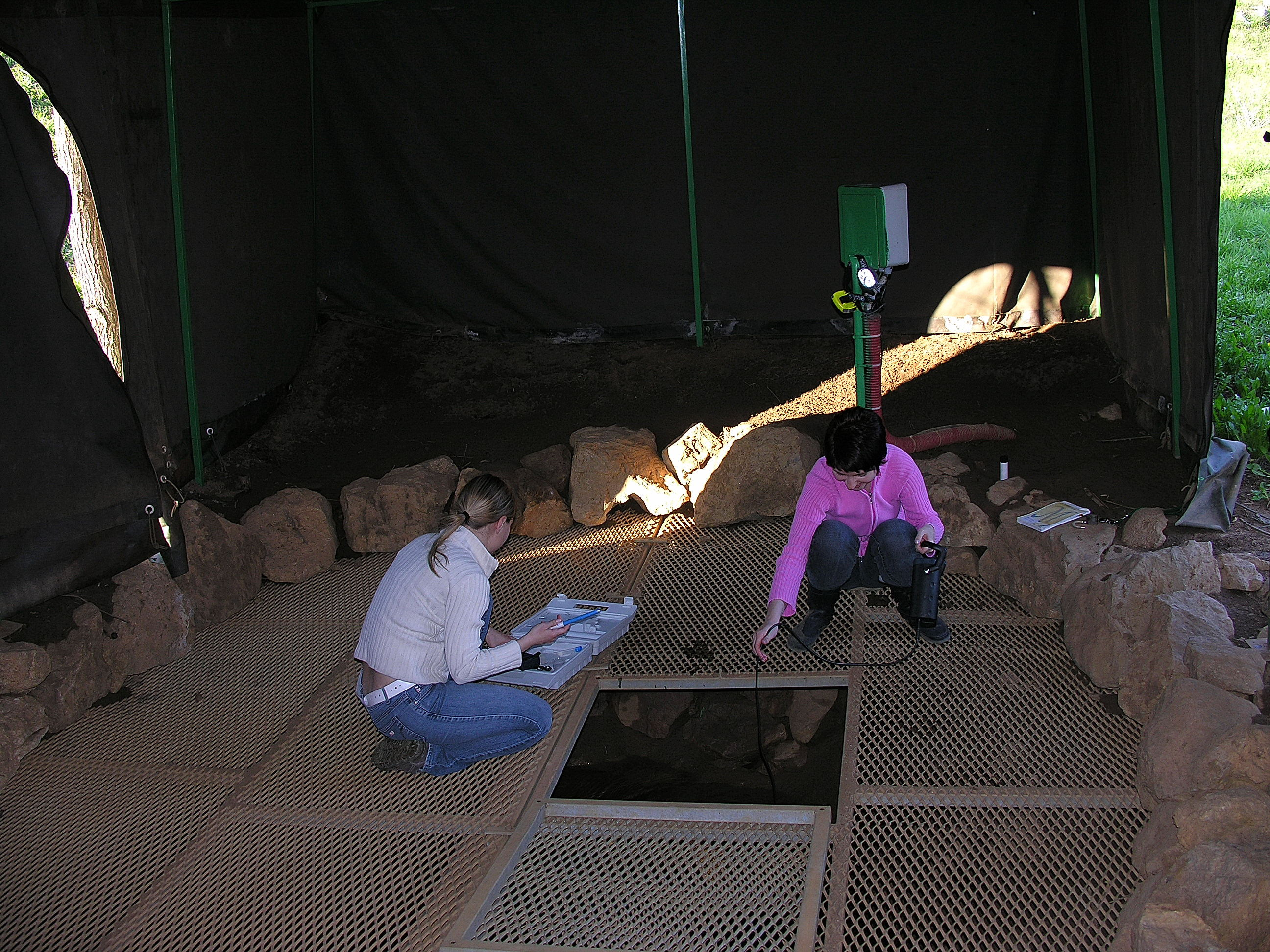
Onderzoekers meten de waterkwaliteit in een grot in het Sloveense Črnomelj.

De olm is een van de sterkst bedreigde amfibieën van Europa, voornamelijk door het relatief kleine verspreidingsgebied en de zeer kwetsbare leefomgeving. Vanaf het moment dat het dier wetenschappelijk werd beschreven werd het een gewild studieobject voor biologen waardoor er een grote vraag ontstond naar individuen voor onderzoek. Tussen de negentiende en begin twintigste eeuw werd de vraag zo groot dat de jacht op de olm zeer lucratief werd en het dier werd op grote schaal gevangen. De salamander werd verkocht door de Sloveense autoriteiten aan onderzoekscentra over de hele wereld. Om te voorkomen dat deze een eigen kweek gingen opzetten werden echter alleen mannelijke individuen geëxporteerd.
De soort wordt al sinds 1922 door de Sloveense overheid beschermd. In 1982 werd de olm op de lijst van internationaal beschermde dieren geplaatst vanwege de zeldzaamheid. In Europa wordt de olm beschermd door de Europese Habitat Richtlijn. De soort staat bij de internationale organisatie IUCN te boek als kwetsbaar vanwege het versnipperde en kwetsbare leefgebied.
Net als andere zeldzame en bijzondere amfibieën lijdt de olm onder de illegale vangst van individuen voor de handel in exotische dieren. Het is niet bekend wat de impact hiervan is op de verschillende populaties. De olm wordt voornamelijk bedreigd door menselijke activiteiten zoals landbouw, industrie en het toerisme. Mogelijk spelen ook het onttrekken van water en hydro-elektrische installaties een negatieve rol.
De belangrijkste bedreiging, watervervuiling door industrie en landbouw heeft al verschillende populaties van de kaart geveegd doordat het te veel zware metalen bevatte. Andere stoffen die het water vervuilen zijn pcb's, meststoffen en pesticiden. Gevaarlijke zware metalen zijn onder andere kwik, lood, cadmium en arseen. Het nadeel van veel van deze gifstoffen is dat ze zich ophopen in het milieu zodat een eenmaal besmet gebied er zeer lang over doet om zich op een natuurlijke manier te zuiveren.
Niet alleen in het karstgebied van Kroatië en Slovenië speelt vervuiling een rol; in de Italiaanse populaties worden aangetast door vervuiling rond de stad Triëst. In het grootste grottenstelsel waar de soort voorkomt, de grotten van Postojna, is de soort zeldzamer geworden. Door de zeer lange ontwikkelingsduur van de salamander herstellen de populaties zich erg langzaam.

## In de cultuur
De olm speelt vanwege zijn bijzondere eigenschappen een rol in met name de Sloveense cultuur. De olm heeft bijvoorbeeld verschillende bijnamen, zoals Mocheril, dat betekent: hij die in het water graaft.
De grotten van Postojna zijn de belangrijkste vindplaats van de olm. Het zijn een van de eerste grotten die door speleologen nauwkeurig zijn onderzocht dankzij de aanwezigheid van de olm en andere grotbewonende dieren. De grotten hebben tegenwoordig een deel van hun bekendheid te danken aan de olm die een belangrijke toeristische attractie is. Dit wordt door de Sloveense overheid gepropageerd om het ecotoerisme te stimuleren. In de grotten van Postojna wordt een aantal individuen in een gecontroleerd deel van de grot gehouden om te tonen aan het publiek.
De olm prijkt op een sinds de invoering van de Euro waardeloze munt van 10 stotin. Het dier was ook naamgever van het oudste Sloveense populair-wetenschappelijk tijdschrift Proteus wat werd gestart in 1933. De olm wordt tevens gebruikt in het stadswapen van Postojna.

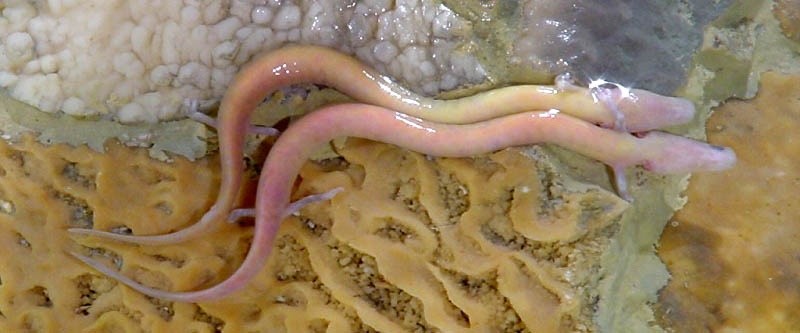
Twee exemplaren uit Slovenië
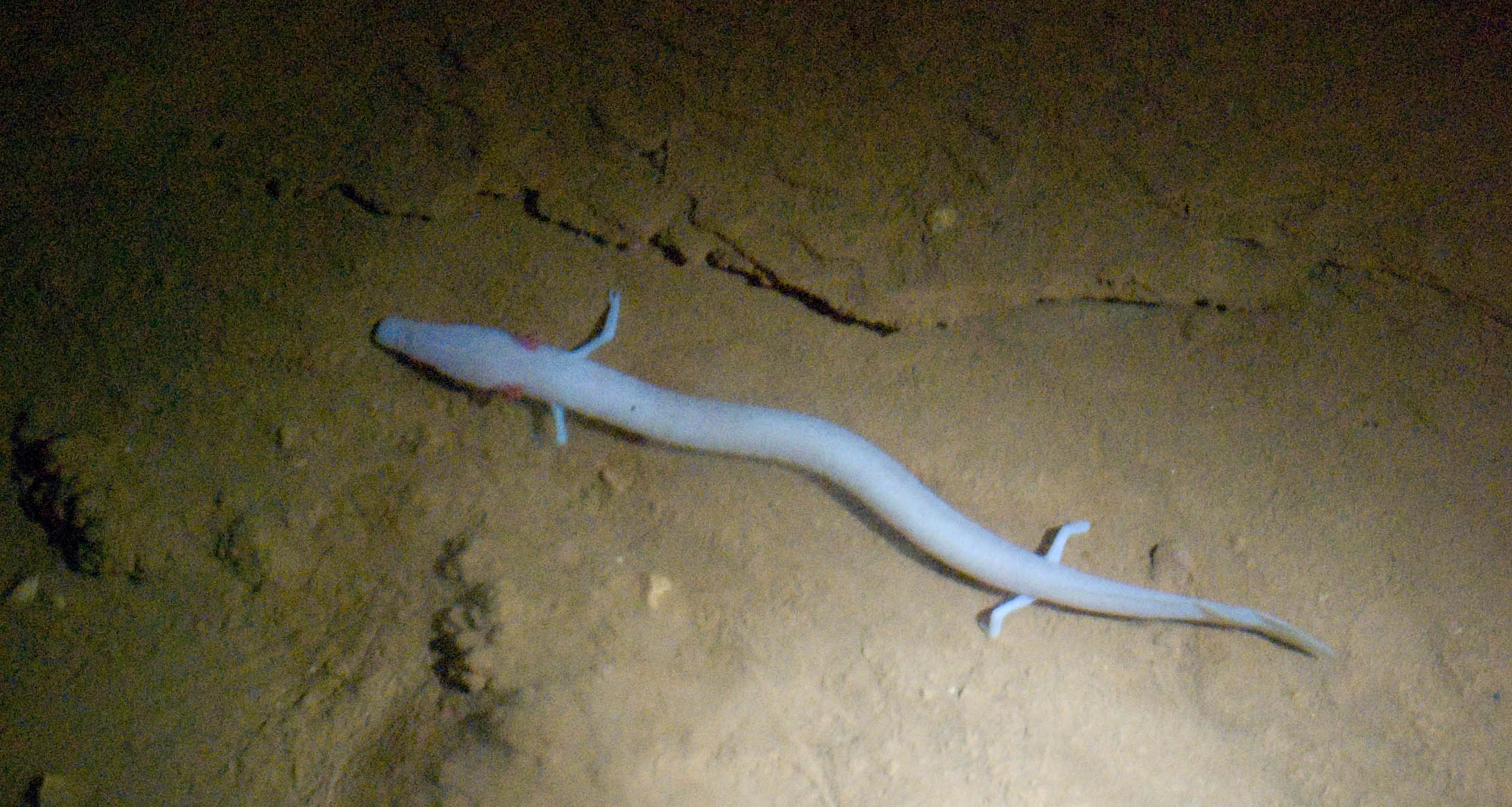
De olm loopt veel op de bodem ...
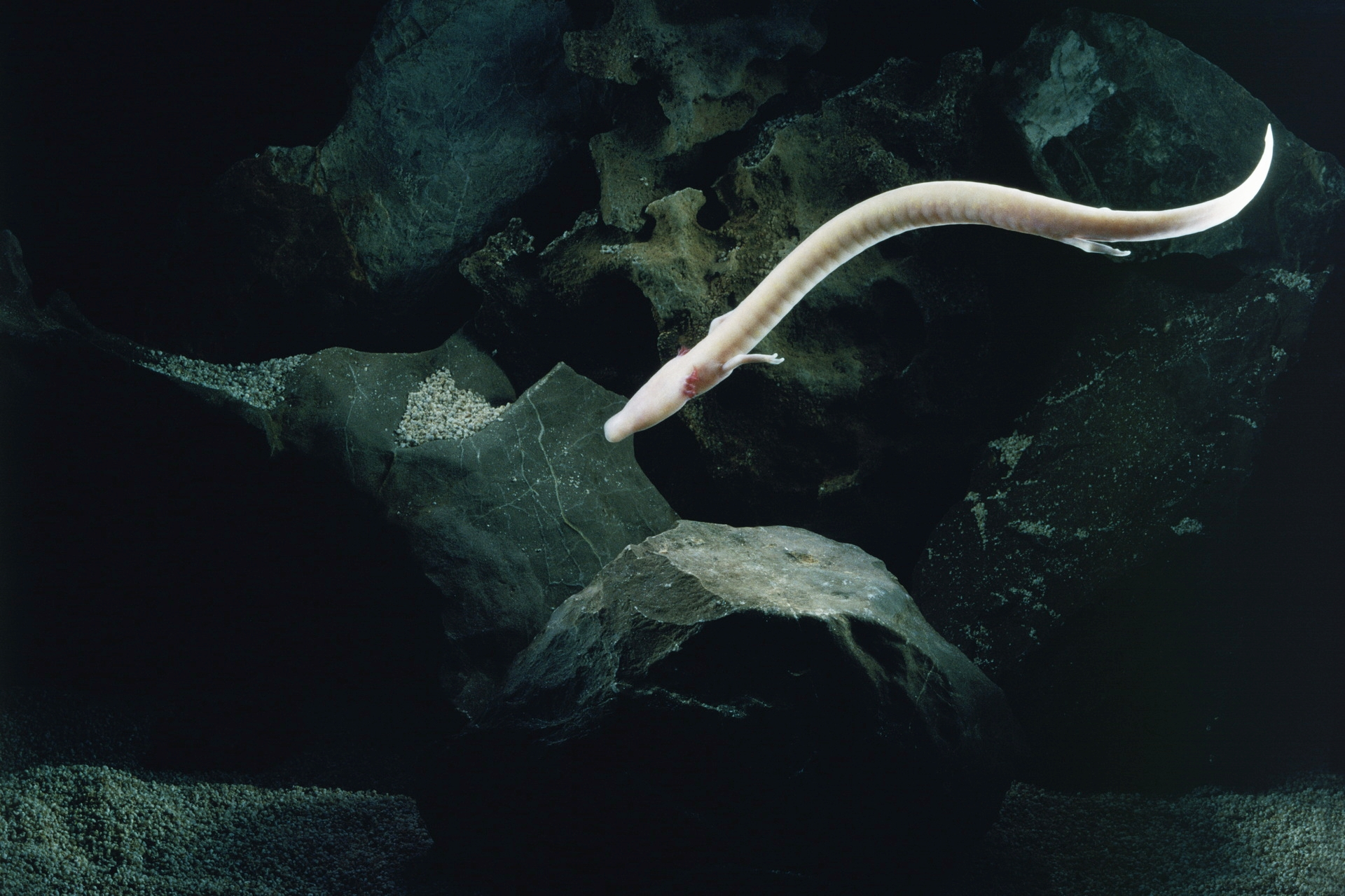
... maar kan ook goed zwemmen.